# Mazda Hakaze
Der Mazda Hakaze ist ein fahrtaugliches Konzeptfahrzeug, das Mazda im Frühjahr 2007 vorstellte. Es fand auch eine virtuelle Pressevorstellung im Cyperspace statt; und der Hakaze konnte auf der Mazda-Insel „Nagare Island“ virtuell probegefahren werden.
Seine wichtigsten Designelemente stammen aus der neuen „Designsprache“ Nagare, die Mazdas Chefentwickler, Laurens van den Acker, entworfen hat. Der Name kann als „Fluss“ übersetzt werden. Ihre Elemente sieht man auch an Mazdas früheren Konzeptfahrzeugen Nagare, Ryuga und Kabura. Die Ideen für die Studie kamen auch vom Kitesurfen. Die Entwicklung der Designstudie fand bei Vercarmodel Saro im italienischen Orbassano statt.
Der Wagen hat das Aussehen eines Coupés, die Funktionalität eines Softroaders und die Fahreigenschaften eines Roadsters. Er verzichtet auf Türgriffe und besitzt Kameras anstatt Rückspiegel, Scherentüren und ein teilweise abnehmbares Dach. Im Heck kann mit einem Schienensystem beispielsweise ein Kite-Board verstaut werden.
Im Innenraum gibt es vier Einzelsitze, die dem Fahrzeug eine 2+2-Auslegung verleihen. Der Wagen besitzt eine dem Fahrer zugewandte Mittelkonsole. Alle darin enthaltenen Bedienelemente können auf die speziellen Bedürfnisse jedes Fahrers eingestellt werden und diese Einstellungen auf einer Bluetooth-Karte gespeichert werden. Steigt der Fahrer dann in das Auto, werden seine persönlichen Einstellungen automatisch wiederhergestellt. Es hat eine feststehende Lenkradnabe. Der Fußraum ist mit weichem Naturleder ausgekleidet, die Sitze mit einem besonderen Leder bezogen.
Der Wagen besitzt einen 2,3-l-Ottomotor mit Turbolader und 267 PS (196 kW) Leistung, Allradantrieb und ein elektronisch geregeltes Automatikgetriebe mit sechs Gängen.

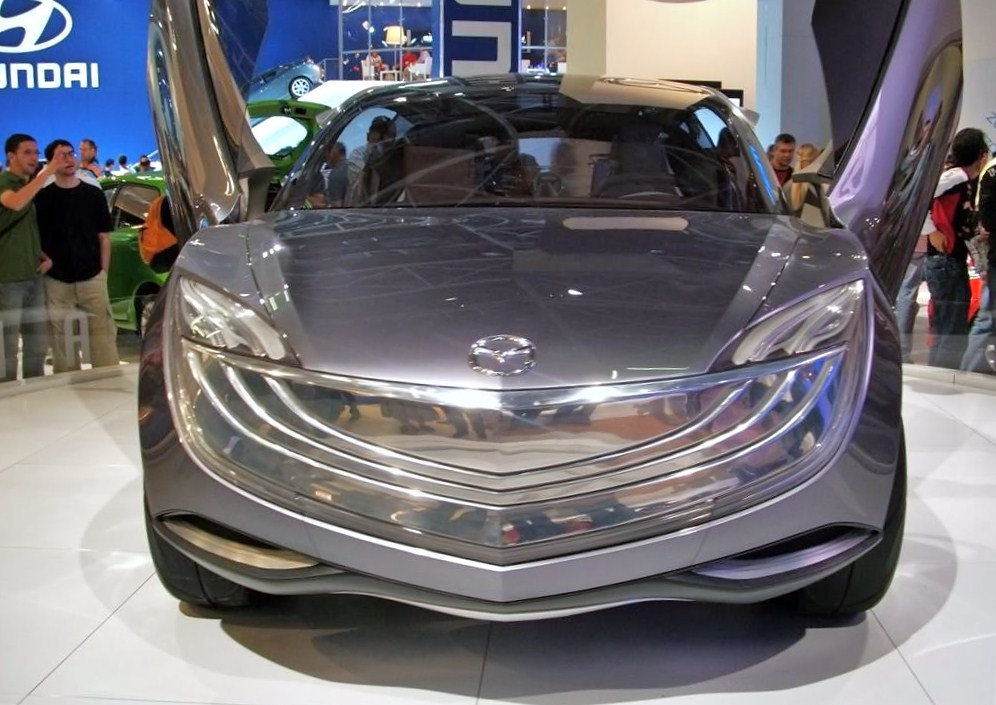
Frontansicht
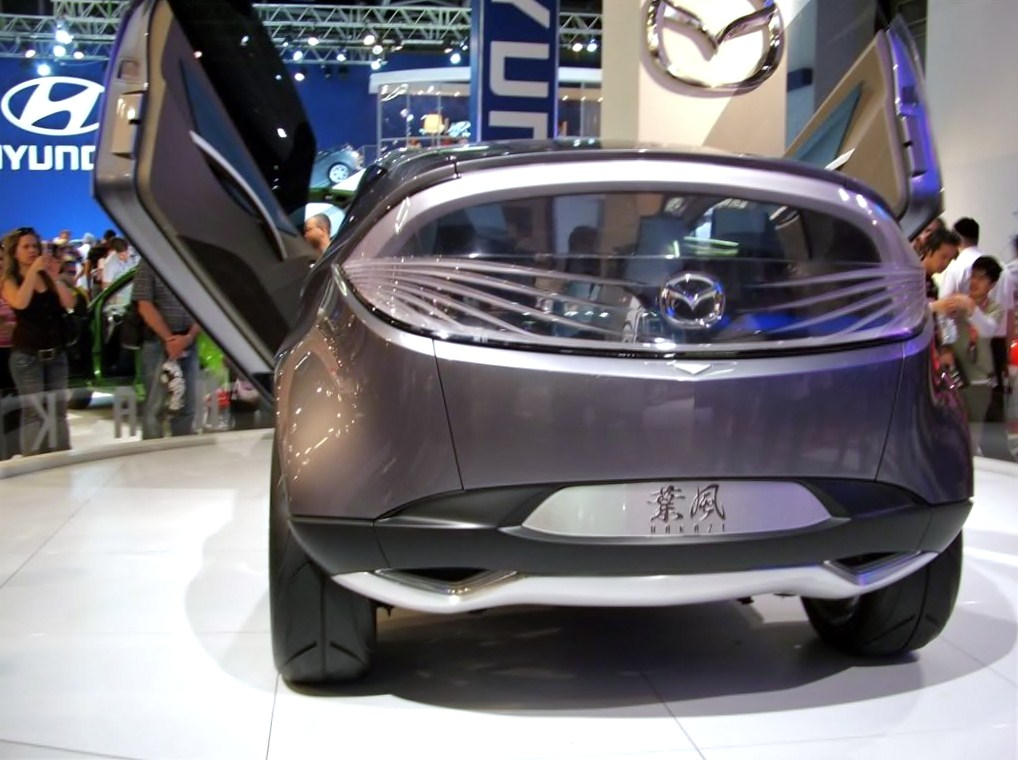
Heckansicht